# 1934年1月30日月食
1934年1月30日月食为一次在协调世界时1934年1月30日出現的月偏食。該次月食半影食分為1.234、全影食分為0.117。偏食維持了41分。

## 概述
這次月食的食分是8.86，偏食維持了41分。

## 基本參數
- 類型：月偏食
- 食甚資料：
  - 日期：1934年1月30日
  - 時間：16:42
  - 月球位置：赤經8.86度、赤緯18.5度
  - 食分：半影食分：1.234、全影食分：0.117
  - 持續時間：偏食41分

## 外部連結
- NASA月食專頁（页面存档备份，存于）（英文）